# Gösta Glimstedt
Erik Gösta Glimstedt, född den 6 april 1905 i Göteborg, död den 14 juni 1970 i Lund, var en svensk läkare. Han var bror till Einar och Ivar Glimstedt.
Glimstedt blev medicine licentiat vid Lunds universitet 1933, medicine doktor 1937, docent i anatomi i Lund 1936 och professor i histologi 1943. Han var underläkare vid dermato-venerologiska kliniken vid Lunds lasarett 1935-1936, tillförordnad överläkare och poliklinikföreståmdare 1937-1946, lärare i anatomi och fysiologi vid Södra Sveriges sjuksköterskehem 1934-1965 (styrelseordförande 1950-1965), föreståndare för Embryologiska institutionen i Lund 1946-1965, prefekt vid Institutionen för anatomi och histologi från 1965. Glimstedt blev medredaktör för Acta anatomica 1947, ledamot av Fysiografiska sällskapet 1944, sekreterare där 1952 och redaktör för sällskaprets publikationer 1950. Han blev odontologie hedersdoktor i Malmö 1955. Glimstedt var även hedersledamot av Svenska tandläkaresällskapet, av Sydsvenska tandläkaresällskapet och av Odontologiska föreningen i Malmö. Han var ledamot av ett flertal utländska vetenskapliga samfund. Glimstedt var kommendör av Nordstjärneorden och riddare av Sankt Olavsorden, första klassen. Han utgav skrifter i histologi, oftalmiatrik, venerologi och bakteriologi.